# Фитц-Джеймс, Шарль де
Шарль де Фитц-Джеймс (фр. Charles de Fitz-James; 4 ноября 1712, Сен-Жермен-ан-Ле — 22 марта 1787, Париж) — французский военачальник, маршал Франции.

## Биография
Пятый сын маршала Бервика, и четвертый от брака с Энн Балкли, первоначально носил титул графа Фитц-Джеймса. После отставки старшего брата графа Анри де Фитц-Джеймса, и перехода в духовное сословие другого брата, Франсуа, Шарль де Фитц-Джеймс 28 декабря 1729 был временно назначен генеральным наместником Лимузена.
Поступил на службу в 1730 году мушкетером. 31 марта 1732 получил роту в кавалерийском полку Монревеля, и полк Ирландской кавалерии своего имени, по комиссиону от 16 марта 1733. Командовал им в 1733 году при осаде Келя, в 1734-м при осаде Филиппсбурга и в 1735-м в Рейнской армии.
После того, как Франсуа де Фитц-Джеймс окончательно отказался от светских титулов, Шарль в июле 1736 стал 4-м герцогом Фитц-Джеймсом и пэром Франции.
1 января 1740 произведен в бригадиры. С началом войны за Австрийское наследство 1 августа 1741 назначен в Маасскую армию маршала Майбуа. Фитц-Джеймс шел с 1-й дивизией, выступившей из Седана 28-го, и привел свой полк в Юлих, где провел зиму. Продолжил поход со 2-й дивизией, которая к августу 1742 прошла через Вестфалию к богемской границе, где произошло несколько перестрелок. Герцог вернулся во Францию с армией в июле 1743, закончив кампанию в Нижнем Эльзасе под командованием маршала Ноая. 2 мая 1744 произведен в лагерные маршалы.
1 мая 1745 определен в армию короля. Участвовал в осаде Турне, пока основные силы двигались навстречу противнику, с которым столкнулись в битве при Фонтенуа. Затем участвовал в осадах Ауденарде и Дендермонде. 18 декабря 1745 Фитц-Джеймсу было предписано командовать отрядом в составе десантной группы, но этот проект не был реализован, и 1 апреля 1746 герцог был назначен во Фландрскую армию. Он прикрывал осады Монса, Сен-Гилена и Шарлеруа, участвовал в осаде Намюра и сражался в битве при Року.
15 апреля 1747 прибыл в Гент. Участвовал в битве при Лауфельде, затем прикрывал осаду Берген-оп-Зома. 15 апреля 1748 был снова определен во Фландрскую армию. Участвовал в осаде Маастрихта. 10 мая был произведен в генерал-лейтенанты.
17 марта 1755 был зарегистрирован парламентом в качестве пэра. 1 января 1756 пожалован в рыцари орденов короля. Орденскую цепь Святого Духа получил 2 февраля.
С началом Семилетней войны приказом от 16 марта 1758 направлен в Германскую армию. 30 мая получил пехотный полк Бервика, командование которым было вакантным после смерти его брата. В июне участвовал в битве при Крефельде. В октябре привел 10 батальонов и 12 эскадронов из армии маршала Контада на усиление армии принца Субиза, присоединился к ней 9-го, а на следующий день отличился в сражении при Луттерберге. Вернулся в армию Контада 23-го.
10 февраля 1759 передал свой кавалерийский полк сыну. 1 мая был снова назначен в Германскую армию. Командовал несколькими значительными подразделениями, участвовал в битве при Миндене, где атаковал противника во главе кавалерии. Вернулся во Францию в ноябре.
16 сентября 1761 комиссионом, данным в Версале, король назначил Фитц-Джеймса командующим в Лангедоке и на средиземноморском побережье. Пребывал на этом посту до 1763 года, после чего был переведен командовать в Беарне, Наварре и Гиени, как некогда его отец. В 1771 году назначен командующим в Бретани. Отставлен от должности в марте 1775, и 24-го числа того же месяца произведен в маршалы Франции.

## Семья
Жена (1.02.1741): Виктуар-Луиза-София де Гойон де Матиньон (9.08.1722—2.07.1777), придворная дама (1741—1767), дочь маркиза Тома де Гойон де Матиньона и Эдме-Шарлотты де Бриенн
Дети:
- Анна-Мари (1741—21.02.1742)
- Жак-Шарль (26.11.1743—11.08.1805), герцог Фитц-Джеймс. Жена (10.01.1769): Мари-Клодин-Сильви де Тиар де Бисси (1752—1812), дочь графа Анри Тиара де Бисси и Анн-Элизабет-Мари-Марты-Розы Бриссар
- Лор-Огюста (7.12.1744—26.09.1804), придворная дама (1767—1770). Муж (28.09.1762): Филипп-Габриель-Морис-Жозеф де Энен-Льетар (1736—1802), князь де Шиме
- Аделаида (17.02.1746—25.08.1747)
- Шарль-Фердинанд (7.09.1747—?)
- Эдуар-Анри (22.09.1750—1.12.1823), генерал-лейтенант
- Эмиль (23.12.1753—?)